# Garayala
Garayala (en népalais : गराइला) est un comité de développement villageois du Népal situé dans le district de Rukum. Au recensement de 2011, il comptait 5 917 habitants.